# تاكاشي سايتو (لاعب كرة قاعدة)
تاكاشي سايتو (باليابانية: 斎藤隆 ) (و. 1970  م) هو لاعب كرة قاعدة، من اليابان، ولد في سنداي، يلعب كمرسل الكرة ‏.

## التعليم
تعلم في Tohoku High School ‏، وTohoku Fukushi University ‏.

## روابط خارجية
- تاكاشي سايتو على موقع دوري كرة القاعدة الرئيسي (الإنجليزية)
- تاكاشي سايتو على موقع الدوري الياباني لكرة القاعدة (الإنجليزية)
- تاكاشي سايتو على موقعبيزبول رفرنس.كوم (الدوري الرئيسي) (الإنجليزية)
- تاكاشي سايتو على موقعبيزبول رفرنس.كوم (الدوري الثانوي) (الإنجليزية)
- تاكاشي سايتو على موقع إي إس بي إن.كوم (أم.أل.بي) (الإنجليزية)
- تاكاشي سايتو على موقع مشجعي الرسوم البيانية (الإنجليزية)